# Marthe Maxudian
Rose Marthe Maxudian, née Marthe Lang (1887-1984) est la première femme chirurgienne de France.

## Biographie
Marthe Lang est née en 1887. Ses grands-parents maternels étaient Juifs.
Elle a été interne de Théodore Tuffier,à l'hôpital Beaujon,, et en 1919 a soutenu sa thèse sur les kystes gazeux de l'abdomen. Elle parlait anglais et allemand, et a dénoncé le sexisme auquel les chirurgiennes se heurtaient au quotidien dans l'exercice de leur profession.
Elle a épousé l'acteur Max Maxudian ; le couple a eu une fille, Monique.